# Masters de Canadá 1989
El Abierto de Canadá 1989  (también conocido como 1989 Player's Canadian Open por razones de patrocinio) fue un torneo de tenis jugado sobre pista dura. Fue la edición número 100 de este torneo. El torneo masculino formó parte del circuito ATP. La versión masculina se celebró entre el 14 de agosto y el 20 de agosto de 1989.

## Campeones

### Individuales masculinos
Ivan Lendl vence a  John McEnroe, 6–1, 6–3.

### Dobles masculinos
Kelly Evernden /  Todd Witsken vencen a  Charles Beckman /  Shelby Cannon, 6–3, 6–3.

### Individuales femeninos
Martina Navratilova vence a  Arantxa Sánchez Vicario, 6–2, 6–2.

### Dobles femeninos
Gigi Fernández /  Robin White vencen a  Martina Navratilova /  Larisa Savchenko,  6–1, 7–5.